# 헵시바 (조지아주)

헵시바(Hephzibah)는 미국 조지아주 리치먼드군 남부의 도시이다. 어거스타 메트로폴리턴 에어리어의 일부이다. 이 지역의 인구 수는 2010년 기준으로 총 4,011명이다. '헵시바'라는 지명은 "내 기쁨이 그녀에게 있다"를 의미하는 예루살렘을 가리키는 이사야서 62장 4절에 사용되는 이름이다.

## 인구
| 인구조사              | 인구  | Note  | %±     |
| --------------------- | ----- | ----- | ------ |
| 1900년                | 541   |       | —      |
| 1910년                | 656   |       | 21.3%  |
| 1920년                | 650   |       | −0.9%  |
| 1930년                | 646   |       | −0.6%  |
| 1940년                | 516   |       | −20.1% |
| 1950년                | 525   |       | 1.7%   |
| 1960년                | 676   |       | 28.8%  |
| 1970년                | 987   |       | 46.0%  |
| 1980년                | 1,452 |       | 47.1%  |
| 1990년                | 2,466 |       | 69.8%  |
| 2000년                | 3,880 |       | 57.3%  |
| 2010년                | 4,011 |       | 3.4%   |
| 2019 (추산)           | 3,944 | [ 2 ] | −1.7%  |
| U.S. Decennial Census |       |       |        |